# Werther (opera)
Werther är en opera (drame lyrique) i fyra akter av Jules Massenet med text av Édouard Blau, Paul Milliet och Georges Hartmann efter Johann Wolfgang von Goethes roman Den unge Werthers lidanden (1774).

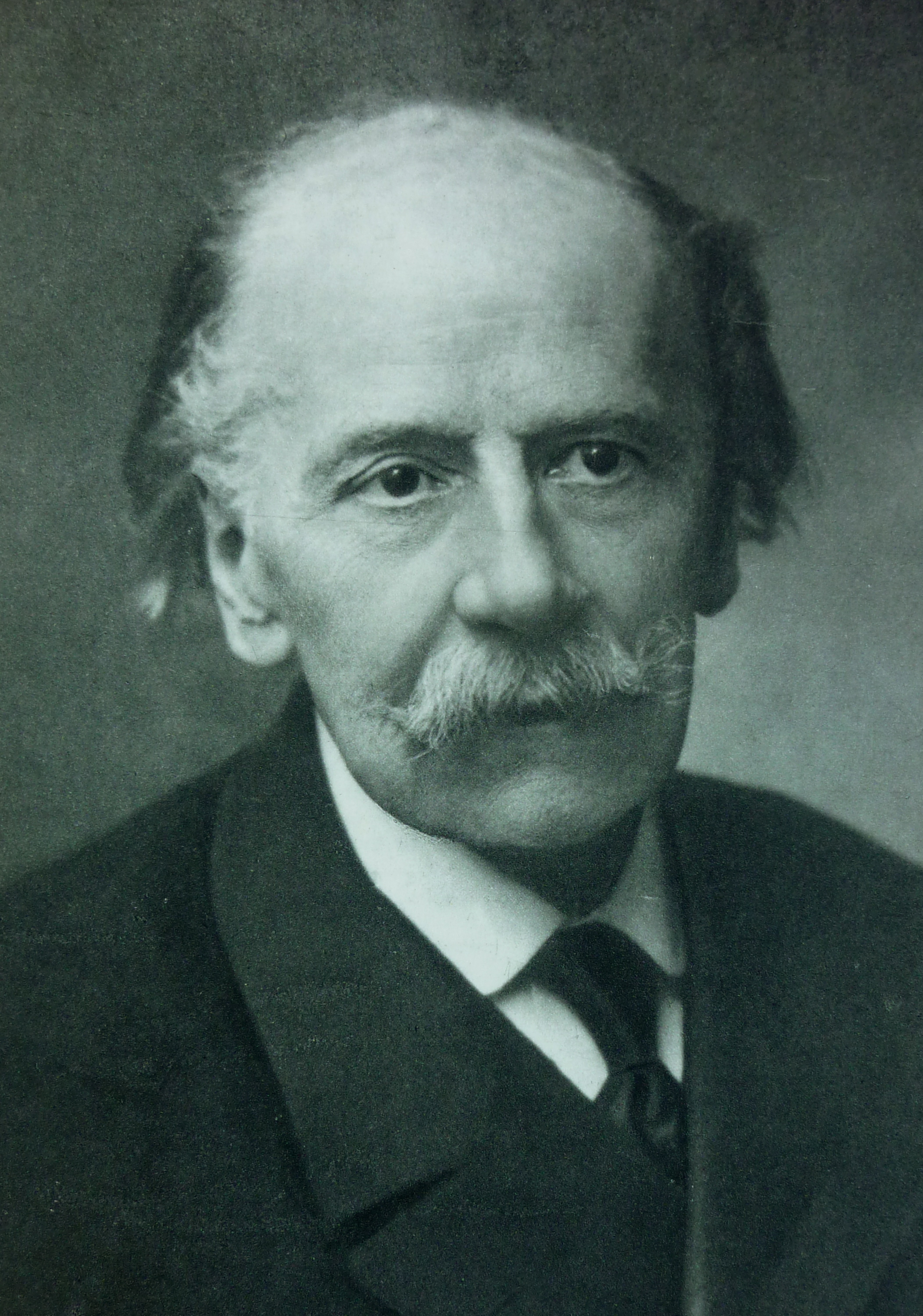
Jules Massenet

## Historia
Efter framgången med Manon hade Massenet haft tre fiaskon i rad och sökte efter ett lämpligt ämne för nästa opera. 1886 reste han med förläggaren Georges Hartmann till Bayreuth för att höra Wagners Parsifal, och det var Hartmann som riktade Massenets uppmärksamhet på den franska översättningen av Goethes över 100 år gamla roman. 
Massenet hade tänkt sig att Werther skulle uruppföras på Opéra-Comique i Paris, som hade varit skådeplatsen för triumfen med Manon, men teatern brann ned och istället valde han Wiener Hofoper, där Manon också hade gjort stor lycka. Operan uruppfördes den 16 februari 1892 och blev en succé. Den har på senare år upplevt en renässans liksom andra operor av Massenet.
Svensk premiär den 1 december 1904 på Kungliga Teatern i Stockholm.

## Den franske Werther
I Wien gav Massenets opera upphov till allmän förtrytelse. Indignationen var till viss del välgrundad, eftersom librettisterna faktiskt hade fjärmat sig rätt mycket från Goethes brevroman. Den unge Werthers lidande som på sin tid var känd som en sentimentalismens hörnsten och utlöste en självmordsepidemi bland känsliga unga män över hela Europa, tolkades i operan på helt annat sätt än vad den tyska publiken önskade sig. Liksom redan några år tidigare i Manon, bemödade sig Massenet även i Werther om att framställa det centrala händelseförloppet mot en färgstark och detaljerad bakgrund. Den här gången gällde det den tyska hemmiljön, som inte skildrades särskilt smickrande. Den allmänna oförståelse som Werther omges av när det gäller hans känslor och Biedermeierperiodens behagliga kälkborgerlighet åskådliggörs musikaliskt på ett lysande sätt, inte minst genom operans inramning: Repetition och framförandet av "Julsången".

## Werther och Charlotte

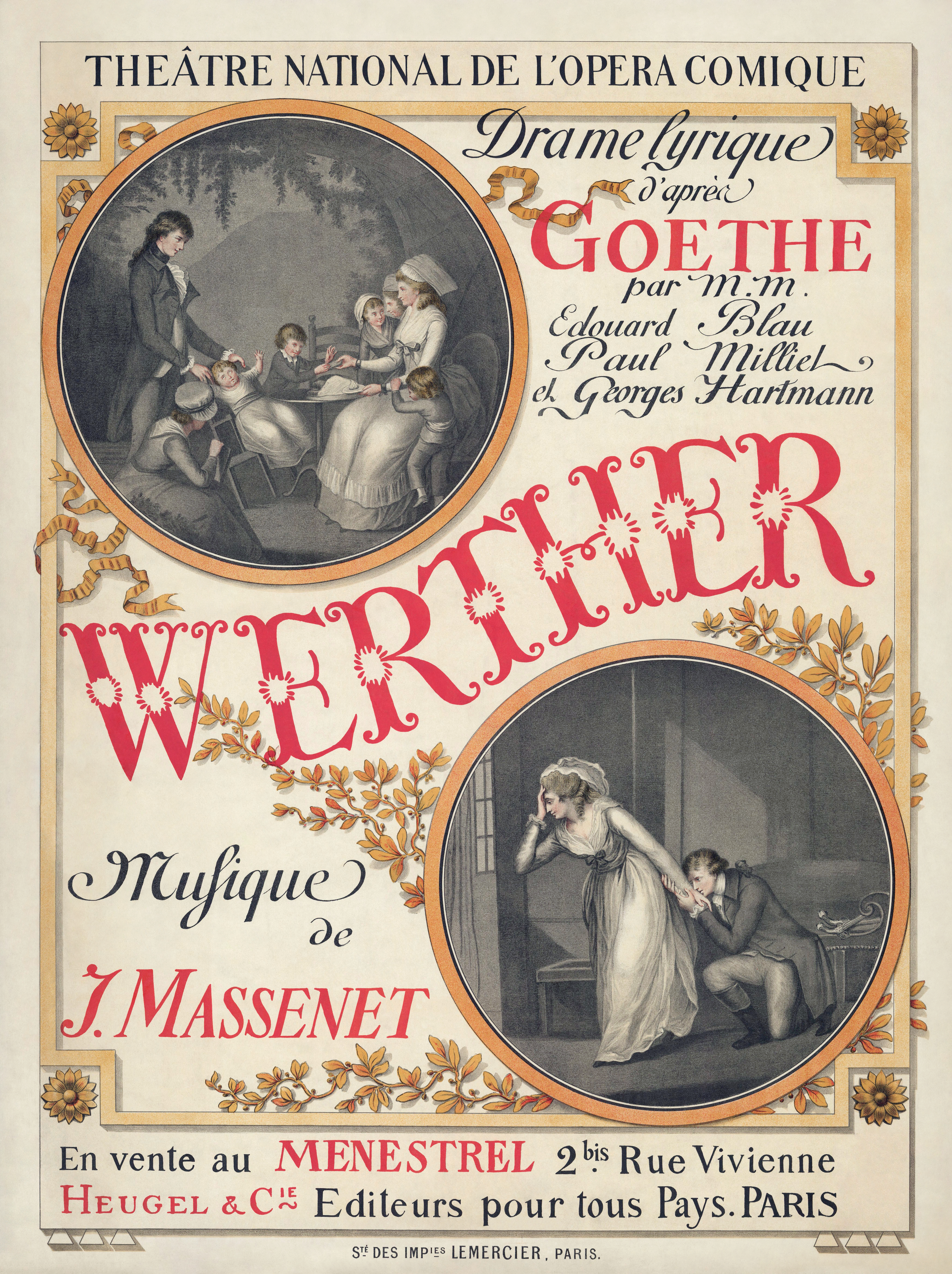
Affisch till den franska premiären 1893.

I den själsligt enkelt strukturerade omvärlden, där den ordningsamma pliktuppfyllelsen är det enda som tillskrivs livet, lyser Werther som ett fyrtorn. Hans stora hymn till naturen avslöjar redan från början att känslouttrycket står i förgrunden i alla hans förbindelser. Werther passar naturligtvis inte in i den småborgerliga miljön, eftersom han varken kan njuta av livets enkla glädjeämnen eller den samvetstyngda sedligheten. Med hans död försvinner ett oroligt element ut världen, som genom sitt betonande av känslan hade kunnat mjuka upp den förtryckande småaktigheten något.
Charlottes (Lottes) roll och situation skiljer sig i Massenets opera avgjort från beskrivningen i Goethes roman. I operan är Charlotte inte bara bunden till sin make genom ett äktenskapslöfte, utan även genom ett löfte som hon har gett sin döende mor på hennes dödsbädd. Även Albert får hos Massenet mörkare drag än hos Goethe. Den från början förstående vännen och maken byter i operan karaktär till det rakt motsatta. Mot den här bakgrunden antar Charlottes rollgestalt operamässiga drag. I motsats till romanen genomgår hon här en våldsam dramatisk utveckling, och skiljer sig därigenom från den statiske titelhjälten. Hela operan kan sammanfattas i Charlottes och Werthers fyra duetter. I dem kan man minutiöst följa Charlottes utveckling. Från den ungdomliga oskuldsfullheten växer hon stadigt till att bli en sann hjältinna, som under Werthers sista sekunder i livet slutligen erkänner sina känslor. Vändpunkten är brevscenen, där Werthers känslor finner genklang i hennes själ. Medan hon läser tränger hon för en kort stund undan sitt förnuft och låter sig påverkas av Werthers medryckande ord. Här, vid handlingens höjdpunkt, uppnår Massenets musik en extatisk dimension, som snart lämnas därhän genom det påtvingande kyliga tillbakavisandet. Efter det att de tre första duetterna har mynnat ut i avsked och skilsmässa, når de älskande i fjärde akten till sist fram till varandra. Lyckan uppfylls först i dödens skugga, då Charlotte blir medveten om sin tragiska villfarelse och ber om förlåtelse, medan Werther hänfört ser fram emot döden.

## Personer
- Werther (Tenor)[1]
- Charlotte/Lotte, amtmannens dotter (Mezzosopran)
- Albert (Baryton)
- Sophie, Charlottes yngre syster (Sopran)
- Amtmanen (Baryton)
- Schmidt och Johann, amtmannens vänner (Tenor, baryton)
- Amtmannens barn (Sopran eller barnröster)
- Befolkningen i Wetzlar, gäster, musikanter (kör)

## Handling

### Akt I
Amtmannens hus. Mitt i sommaren övar amtmannens barn en julsång tillsammans med fadern. Schmidt och Johann, amtmannens två dryckesglada vänner, hämtar denne för att ta en kvällsbägare. Den ensamme svärmaren Werther bjuder in Charlotte till en bal. Charlotte har efter moderns död övertagit ansvaret för de fem yngre syskonen. Medan den yngre systern, Sophie, stannar hemma, följer Charlotte med Werther. Under tiden återvänder Charlottes trolovade Albert från en lång resa. När Charlotte och Werther på kvällen återvänder hem, vågar den unge mannen äntligen bekänna sin kärlek. Charlotte hyser ömma känslor för Werther, men tvingas avvisa honom eftersom hon när modern låg på sin dödsbädd gav henne ett löfte om att hon skulle gifta sig med Albert.

### Akt II
Lindarnas blomstringstid. En söndagsmordon betraktar Schmidt och Johann människorna som strömmar till kyrkan, bland dessa Charlotte och Albert, som sedan tre månader tillbaka lever i ett lyckligt äktenskap. Utanför kyrkan väntar den förtvivlade Werther. Albert ber honom om förståelse och förlåtelse: Han var tvungen att låta sitt liv förenas med Charlottes. Sophie bjuder in Werther till en munter danstillställning. När Charlotte och Werther blir ensamma ansätter han henne på nytt med sina kärleksförklaringar. Till slut sänder hon honom i "exil" fram till jul, så att de båda skall kunna tänka över det hela. Den förtvivlade Werther drar sig undan. Av Werthers märkliga beteende drar Albert slutsatsen att denne fortfarande älskar Charlotte.

### Akt III
På julaftonens eftermiddag läser Charlott Werthers brev, som hon inte kan undvika att låta sig gripas av. Sophie försöker förgäves muntra upp henne. Charlotte ser både fram emot och fruktar Werthers återkomst ("Va! laisse couler mes larmes"). När denne anländer, talar de om gamla tider. Charlotte påminner honom om att han en gång ville översätta Ossians sånger. Denna antydan övertygar Werther om att Charlotte älskar honom, och han ger fritt utlopp åt sina känslor. Han försöker övertala henne att inte längre undertrycka sina känslor. Under ett kort ögonblick är hon i hans armar, men sedan gör sig pliktkänslan påmind: Charlotte vill ta avsked av Werther för alltid.
När Albert återvänder lägger han märke till hustruns förlägenhet och anar sanningen. När han av Werther får veta att denne vill låna hans pistoler för en lång resa, sänder han kallblodigt över dem, medan Charlotte däremot plågas av onda föraningar.

### Akt IV
Julafton. Ett orkestermellanspel skildrar hur Charlotte beger sig till Werthers hus.
Charlotte rusar in i Werthers hus, ser blodfläckar på golvet och finner Werther liggande svårt sårad på sängen. Hon vill hämta hjälp men mannen vill tillbringa sina sista minuter ensam tillsammans med henne. Äntligen förmår hon sig till att bekänna sin kärlek till honom. Deras första kyss måste också bli den sista. Medan barnen stämmer upp den julsång som de repeterade under sommaren, dör Werther lycklig i Charlottes armar.

## Diskografi (urval)
- Werther. Alagna, Gheorghiu, Hampson, Petibon. Barnkör. London Symphony Orchestra. Pappano, dirigent. EMI 3 81849-2. 2 cd.[2]